# 맛있는 사랑공식 - 섹스
"맛있는 사랑공식-섹스"(Manninneun Saranggongsik)는 한국에서 제작된 이세일 감독의 2013년 멜로/로맨스 영화이다. 윤재훈 등이 주연으로 출연하였다.

## 출연

### 주연
- 윤재훈
- 강준혁
- 백세리